# Marionina charlottensis
Marionina charlottensis is een ringworm uit de familie van de Enchytraeidae. De wetenschappelijke naam van de soort is voor het eerst geldig gepubliceerd in 1980 door Coates.